# Foster V. Brown

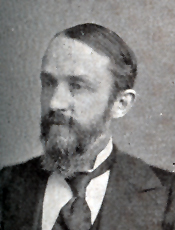
Foster V. Brown

Foster Vincent Brown (* 24. Dezember 1852 bei Sparta, White County, Tennessee; † 26. März 1937 in Chattanooga, Tennessee) war ein US-amerikanischer Politiker. Zwischen 1895 und 1897 vertrat er den Bundesstaat Tennessee im US-Repräsentantenhaus.

## Werdegang
Foster Brown war der Vater des Kongressabgeordneten Joseph Edgar Brown (1880–1939). Er besuchte die öffentlichen Schulen seiner Heimat und das Burritt College in Spencer. Nach einem anschließenden Jurastudium an der Cumberland University in Lebanon und seiner im Jahr 1873 erfolgten Zulassung als Rechtsanwalt begann er ab 1874 in Jasper in seinem neuen Beruf zu arbeiten. Politisch war Brown Mitglied der Republikanischen Partei. In den Jahren 1884, 1896, 1900 und 1916 war er Delegierter zu den jeweiligen Republican National Conventions. Von 1886 bis 1894 fungierte er als Staatsanwalt im vierten Gerichtsbezirk von Tennessee. Im Jahr 1890 zog er nach Chattanooga, wo er als Rechtsanwalt arbeitete.
Bei den Kongresswahlen des Jahres 1894 wurde er im dritten Wahlbezirk von Tennessee in das US-Repräsentantenhaus in Washington, D.C. gewählt, wo er am 4. März 1895 die Nachfolge von Henry C. Snodgrass antrat. Da er im Jahr 1896 auf eine erneute Kandidatur verzichtete, konnte er bis zum 3. März 1897 nur eine Legislaturperiode im Kongress absolvieren. Nach seinem Ausscheiden aus dem US-Repräsentantenhaus arbeitete Brown wieder als Anwalt. Zwischen 1910 und 1912 war er Attorney General von Puerto Rico. Danach setzte er seine juristische Tätigkeit in Chattanooga fort; dort ist er am 26. März 1937 auch verstorben.